# Champions Bowl 2007
Il Champions Bowl 2007 è stata la prima edizione del massimo torneo europeo per club di flag football. Vi hanno preso parte 11 formazioni da 8 Paesi (compresa una squadra giapponese). Era prevista anche la presenza degli austriaci Klosterneuburg Indians, che invece non hanno partecipato. Il torneo, tenutosi a Ferrara tra il 1º e il 3 giugno 2007, è stato vinto dai britannici Mildenhall Mayhem.

## Club partecipanti
| Club                  | Città         | Qualificati in quanto                         |
| --------------------- | ------------- | --------------------------------------------- |
| Avedøre Mammoths      | Hvidovre      | Campioni di Danimarca 2006                    |
| Banditi Ferrara       | Ferrara       | Squadra ospitante; Vicecampioni d'Italia 2006 |
| Cleavers Cavriago     | Cavriago (RE) | Campioni d'Italia 2006                        |
| Green Glasses Tokyo   | Tokyo         |                                               |
| Kelkheim Lizzards     | Kelkheim      | Campioni di Germania 2006 (indoor)            |
| Ljubljana Silverhawks | Lubiana       |                                               |
| Mildenhall Mayhem     | Mildenhall    |                                               |
| Schwyz Rocks          | Schwyz        | Campioni di Svizzera 2006                     |
| SSI Sharks            | Silkeborg     |                                               |
| Styrian Studs         | Graz          | Vicecampioni d'Austria 2006                   |
| Walldorf Wanderers    | Walldorf      | Vicecampioni di Germania 2006 (indoor)        |

## Prima fase

### Risultati

#### Turno 1
Riposano: Walldorf Wanderers
| Ferrara 1º giugno 2007, ore 19:00 | Banditi Ferrara | 26 – 7 | Schwyz Rocks | CUS Ferrara |

| Ferrara 1º giugno 2007, ore 19:00 | Cleavers Cavriago | 35 – 22 | Mildenhall Mayhem | CUS Ferrara |

| Ferrara 1º giugno 2007, ore 19:00 | Green Glasses Tokyo | 27 – 31 | Styrian Studs | CUS Ferrara |

| Ferrara 1º giugno 2007, ore 19:00 | Avedøre Mammoths | 26 – 20 | SSI Sharks | CUS Ferrara |

| Ferrara 1º giugno 2007, ore 22:00 | Kelkheim Lizzards | 21 – 12 | Ljubljana Silverhawks | CUS Ferrara |

### Classifica
|     | Squadre               | G  | V | N | P  | PF  | PS  | Diff. |
| --- | --------------------- | -- | - | - | -- | --- | --- | ----- |
| 1.  | SSI Sharks            | 10 | 9 | 0 | 1  | 343 | 106 | +237  |
| 2.  | Mildenhall Mayhem     | 10 | 8 | 0 | 2  | 317 | 237 | +80   |
| 3.  | Cleavers Cavriago     | 10 | 7 | 0 | 3  | 224 | 176 | +48   |
| 4.  | Avedøre Mammoths      | 10 | 7 | 0 | 3  | 235 | 162 | +73   |
| 5.  | Green Glasses Tokyo   | 10 | 6 | 0 | 4  | 280 | 246 | +34   |
| 6.  | Walldorf Wanderers    | 10 | 5 | 0 | 5  | 211 | 279 | -68   |
| 7.  | Banditi Ferrara       | 10 | 4 | 0 | 6  | 198 | 228 | -30   |
| 8.  | Styrian Studs         | 10 | 4 | 0 | 6  | 236 | 255 | -19   |
| 9.  | Kelkheim Lizzards     | 10 | 4 | 0 | 6  | 189 | 209 | -20   |
| 10. | Ljubljana Silverhawks | 10 | 1 | 0 | 9  | 169 | 303 | -134  |
| 11. | Schwyz Rocks          | 10 | 0 | 0 | 10 | 100 | 291 | -191  |

## Finale 3º - 4º posto
| Ferrara 3 giugno 2007, ore 11:30 | Cleavers Cavriago | 26 – 32 | Avedøre Mammoths | CUS Ferrara |

## Finale
| Ferrara 3 giugno 2007, ore 12:30 | Mildenhall Mayhem | 27 – 19 | SSI Sharks | CUS Ferrara |